# SB203580
SB203580は、下流のMAPKAPキナーゼ2および熱ショックタンパク質27の活性化を抑制するp38αおよびp38βの特異的阻害剤の一つである。低濃度では、JNK（c-Jun N末端キナーゼ ; 英: c-jun N-terminal kinase）の活性を阻害しない。